# Campeonato Mundial de Motocross

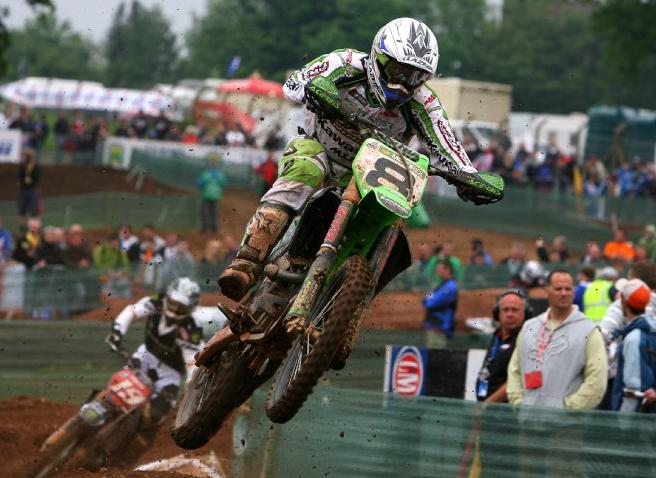

O Campeonato Mundial de Motocross (FIM Motocross World Championship) é o principal campeonato de motocross do mundo,  sua primeira temporada foi em 1957, é dividido em 3 categorias: MX1, MX2 e MX3, atualmente consiste em 16 competições.

## Histórico
Sancionada pela F.I.M.. Foi inaugurada em 1957 usando motor de 500cc. Em 1962 uma classe 250cc foi adicionada e a  de 125cc em 1975.

## Campeão Mundial por ano
Nota: Rosa denota somente campeão europeu.
| 1952 | 1) Victor Leloup (Saroléa) 2) Auguste Mingels (Matchless) 3) John Avery (BSA)              |                                                                                       |                                                                                         |
| 1953 | 1) Auguste Mingels (FN) 2) René Baeten (Saroléa) 3) Victor Leloup (FN)                     |                                                                                       |                                                                                         |
| 1954 | 1) Auguste Mingels (FN) 2) René Baeten (Saroléa) 3) Victor Leloup (FN) 3) Jeff Smith (BSA) |                                                                                       |                                                                                         |
| 1955 | 1) John Draper (BSA) 2) Bill Nilsson (BSA) 3) Sten Lundin (BSA)                            |                                                                                       |                                                                                         |
| 1956 | 1) Les Archer (Norton) 2) John Draper (BSA) 3) Nic Jansen (Matchless)                      |                                                                                       |                                                                                         |
| Ano  | 500cc                                                                                      | 250cc                                                                                 |                                                                                         |
| 1957 | 1) Bill Nilsson (AJS) 2) René Baeten (FN) 3) Sten Lundin (Monark)                          | 1) Fritz Betzelbacher (Maico) 2) Willi Oesterle (Maico) 3) Jaromir Cizek (Jawa)       |                                                                                         |
| 1958 | 1) René Baeten (FN) 2) Bill Nilsson (Crescent) 3) Sten Lundin (Monark)                     | 1) Jaromir Cizek (Jawa) 2) Rolf Tibblin (Husqvarna) 3) Rolf Müller (Maico)            |                                                                                         |
| 1959 | 1) Sten Lundin (Monark) 2) Bill Nilsson (Crescent) 3) David Curtis (Matchless)             | 1) Rolf Tibblin (Husqvarna) 2) Brian Stonebridge (Greeves) 3) Jaromir Cizek (Jawa)    |                                                                                         |
| 1960 | 1) Bill Nilsson (Husqvarna) 2) Sten Lundin (Monark) 3) Rolf Tibblin (Husqvarna)            | 1) Dave Bickers (Greeves) 2) Jeff Smith (BSA) 3) Miroslav Souchek (ČZ)                |                                                                                         |
| 1961 | 1) Sten Lundin (Lito) 2) Bill Nilsson (Husqvarna) 3) Gunnar Johansson (Lito)               | 1) Dave Bickers (Greeves) 2) Arthur Lampkin (BSA) 3) Jeff Smith (BSA)                 |                                                                                         |
| 1962 | 1) Rolf Tibblin (Husqvarna) 2) Gunnar Johansson (Lito) 3) Sten Lundin (Lito)               | 1) Torsten Hallman (Husqvarna) 2) Jeff Smith (BSA) 3) Arthur Lampkin (BSA)            |                                                                                         |
| 1963 | 1) Rolf Tibblin (Husqvarna) 2) Sten Lundin (Lito) 3) Jeff Smith (BSA)                      | 1) Torsten Hallman (Husqvarna) 2) Vlastimil Valek (ČZ) 3) Igor Grigoriev (ČZ)         |                                                                                         |
| 1964 | 1) Jeff Smith (BSA) 2) Rolf Tibblin (Hedlund) 3) Sten Lundin (Lito)                        | 1) Joël Robert (ČZ) 2) Torsten Hallman (Husqvarna) 3) Victor Arbekov (ČZ)             |                                                                                         |
| 1965 | 1) Jeff Smith (BSA) 2) Paul Friedrichs (ČZ) 3) Rolf Tibblin (ČZ)                           | 1) Victor Arbekov (ČZ) 2) Joël Robert (ČZ) 3) Dave Bickers (Greeves)                  |                                                                                         |
| 1966 | 1) Paul Friedrichs (ČZ) 2) Rolf Tibblin (ČZ) 3) Jeff Smith (BSA)                           | 1) Torsten Hallman (Husqvarna) 2) Joël Robert (ČZ) 3) Petr Dobry (ČZ)                 |                                                                                         |
| 1967 | 1) Paul Friedrichs (ČZ) 2) Jeff Smith (BSA) 3) Dave Bickers (ČZ)                           | 1) Torsten Hallman (Husqvarna) 2) Joël Robert (ČZ) 3) Olle Petterson (Husqvarna)      |                                                                                         |
| 1968 | 1) Paul Friedrichs (ČZ) 2) John Banks (BSA) 3) Åke Jonsson (Husqvarna)                     | 1) Joël Robert (ČZ) 2) Torsten Hallman (Husqvarna) 3) Sylvain Geboers (ČZ)            |                                                                                         |
| 1969 | 1) Bengt Åberg (Husqvarna) 2) John Banks (BSA) 3) Paul Friedrichs (ČZ)                     | 1) Joël Robert (ČZ) 2) Sylvain Geboers (ČZ) 3) Olle Petterson (Suzuki)                |                                                                                         |
| 1970 | 1) Bengt Åberg (Husqvarna) 2) Arne Kring (Husqvarna) 3) Åke Jonsson (Maico)                | 1) Joël Robert (Suzuki) 2) Sylvain Geboers (Suzuki) 3) Roger De Coster (ČZ)           |                                                                                         |
| 1971 | 1) Roger De Coster (Suzuki) 2) Åke Jonsson (Maico) 3) Adolf Weil (Maico)                   | 1) Joël Robert (Suzuki) 2) Håkan Andersson (Husqvarna) 3) Sylvain Geboers (Suzuki)    |                                                                                         |
| 1972 | 1) Roger De Coster (Suzuki) 2) Paul Friedrichs (ČZ) 3) Heikki Mikkola (Husqvarna)          | 1) Joël Robert (Suzuki) 2) Håkan Andersson (Yamaha) 3) Sylvain Geboers (Suzuki)       |                                                                                         |
| 1973 | 1) Roger De Coster (Suzuki) 2) Willy Bauer (Maico) 3) Jaak van Velthoven (Yamaha)          | 1) Håkan Andersson (Yamaha) 2) Adolf Weil (Maico) 3) Heikki Mikkola (Husqvarna)       |                                                                                         |
| 1974 | 1) Heikki Mikkola (Husqvarna) 2) Roger De Coster (Suzuki) 3) Adolf Weil (Maico)            | 1) Guennady Moisseev (KTM) 2) Jaroslav Falta (ČZ) 3) Harry Everts (Puch)              |                                                                                         |
| Ano  | 500cc                                                                                      | 250cc                                                                                 | 125cc                                                                                   |
| 1975 | 1) Roger De Coster (Suzuki) 2) Heikki Mikkola (Husqvarna) 3) Gerrit Wolsink (Suzuki)       | 1) Harry Everts (Puch) 2) Håkan Andersson (Yamaha) 3) Willy Bauer (Suzuki)            | 1) Gaston Rahier (Suzuki) 2) Gilbert de Roover (Zündapp) 3) Antonin Baborowsky (ČZ)     |
| 1976 | 1) Roger De Coster (Suzuki) 2) Gerrit Wolsink (Suzuki) 3) Adolf Weil (Maico)               | 1) Heikki Mikkola (Husqvarna) 2) Guennady Moisseev (KTM) 3) Vladimir Kavinov (KTM)    | 1) Gaston Rahier (Suzuki) 2) Jiri Churavy (ČZ) 3) Zdeneck Velky (ČZ)                    |
| 1977 | 1) Heikki Mikkola (Yamaha) 2) Roger De Coster (Suzuki) 3) Gerrit Wolsink (Suzuki)          | 1) Guennady Moisseev (KTM) 2) Vladimir Kavinov (KTM) 3) André Malherbe (KTM)          | 1) Gaston Rahier (Suzuki) 2) Gerard Rond (Yamaha) 3) André Massant (Yamaha)             |
| 1978 | 1) Heikki Mikkola (Yamaha) 2) Brad Lackey (Honda) 3) Roger De Coster (Suzuki)              | 1) Guennady Moisseev (KTM) 2) Torleif Hansen (Kawasaki) 3) Hans Maisch (Maico)        | 1) Akira Watanabe (Suzuki) 2) Gaston Rahier (Suzuki) 3) Gerard Rond (Yamaha)            |
| 1979 | 1) Graham Noyce (Honda) 2) Gerrit Wolsink (Suzuki) 3) André Malherbe (Honda)               | 1) Håkan Carlqvist (Husqvarna) 2) Neil Hudson (Maico) 3) Vladimir Kavinov (KTM)       | 1) Harry Everts (Suzuki) 2) Akira Watanabe (Suzuki) 3) Gaston Rahier (Yamaha)           |
| 1980 | 1) André Malherbe (Honda) 2) Brad Lackey (Kawasaki) 3) Håkan Carlqvist (Yamaha)            | 1) Georges Jobé (Suzuki) 2) Kees van der Ven (Maico) 3) Dimitar Ranguelov (Husqvarna) | 1) Harry Everts (Suzuki) 2) Michéle Rinaldi (TGM) 3) Eric Geboers (Suzuki)              |
| 1981 | 1) André Malherbe (Honda) 2) Graham Noyce (Honda) 3) Håkan Carlqvist (Yamaha)              | 1) Neil Hudson (Yamaha) 2) Georges Jobé (Suzuki) 3) Kees van der Ven (KTM)            | 1) Harry Everts (Suzuki) 2) Eric Geboers (Suzuki) 3) Michéle Rinaldi (Gilera)           |
| 1982 | 1) Brad Lackey (Suzuki) 2) André Vromans (Suzuki) 3) Neil Hudson (Yamaha)                  | 1) Danny LaPorte (Yamaha) 2) Georges Jobé (Suzuki) 3) Kees van der Ven (KTM)          | 1) Eric Geboers (Suzuki) 2) Corrado Maddii (Gilera) 3) Michéle Rinaldi (Gilera)         |
| 1983 | 1) Håkan Carlqvist (Yamaha) 2) André Malherbe (Honda) 3) Graham Noyce (Honda)              | 1) Georges Jobé (Suzuki) 2) Danny LaPorte (Yamaha) 3) Kees van der Ven (KTM)          | 1) Eric Geboers (Suzuki) 2) Michéle Rinaldi (Suzuki) 3) Jim Gibson (Yamaha)             |
| 1984 | 1) André Malherbe (Honda) 2) Georges Jobé (Kawasaki) 3) David Thorpe (Honda)               | 1) Heinz Kinigadner (KTM) 2) Jacky Vimond (Yamaha) 3) Jeremy Whatley (Suzuki)         | 1) Michéle Rinaldi (Suzuki) 2) Corrado Maddii (Cagiva) 3) Kees van der Ven (KTM)        |
| 1985 | 1) David Thorpe (Honda) 2) André Malherbe (Honda) 3) Eric Geboers (Honda)                  | 1) Heinz Kinigadner (KTM) 2) Jacky Vimond (Yamaha) 3) Gert-Jan van Doorn (Honda)      | 1) Pekka Vehkonen (Cagiva) 2) David Strijbos (Honda) 3) Corrado Maddii (Cagiva)         |
| 1986 | 1) David Thorpe (Honda) 2) André Malherbe (Honda) 3) Eric Geboers (Honda)                  | 1) Jacky Vimond (Yamaha) 2) Michele Rinaldi (Suzuki) 3) Gert-Jan van Doorn (Honda)    | 1) David Strijbos (Cagiva) 2) John van den Berk (Yamaha) 3) Massimo Contini (Cagiva)    |
| 1987 | 1) Georges Jobé (Honda) 2) Kurt Nicoll (Kawasaki) 3) Kees van der Ven (KTM)                | 1) Eric Geboers (Honda) 2) Pekka Vehkonen (Cagiva) 3) Jörgen Nilsson (Honda)          | 1) John van den Berk (Yamaha) 2) David Strijbos (Cagiva) 3) Jean-Michel Bayle (Honda)   |
| 1988 | 1) Eric Geboers (Honda) 2) Kurt Nicoll (Kawasaki) 3) David Thorpe (Honda)                  | 1) John van den Berk (Yamaha) 2) Pekka Vehkonen (Cagiva) 3) Rodney Smith (Suzuki)     | 1) Jean-Michel Bayle (Honda) 2) David Strijbos (Cagiva) 3) Pedro Tragter (Honda)        |
| 1989 | 1) David Thorpe (Honda) 2) Jeff Leisk (Honda) 3) Eric Geboers (Honda)                      | 1) Jean-Michel Bayle (Honda) 2) Pekka Vehkonen (Yamaha) 3) John van den Berk (Yamaha) | 1) Trampas Parker (KTM) 2) Alessandro Puzar (Suzuki) 3) Mike Healy (KTM)                |
| 1990 | 1) Eric Geboers (Honda) 2) Kurt Nicoll (KTM) 3) Dirk Geukens (Honda)                       | 1) Alessandro Puzar (Suzuki) 2) Pekka Vehkonen (Yamaha) 3) John van den Berk (Suzuki) | 1) Donny Schmit (Suzuki) 2) Bobby Moore (KTM) 3) Stefan Everts (Suzuki)                 |
| 1991 | 1) Georges Jobé (Honda) 2) Jacky Martens (KTM) 3) Dirk Geukens (Honda)                     | 1) Trampas Parker (Honda) 2) Mike Healy (KTM) 3) Alessandro Puzar (Suzuki)            | 1) Stefan Everts (Suzuki) 2) Bobby Moore (KTM) 3) Pedro Tragter (Suzuki)                |
| 1992 | 1) Georges Jobé (Honda) 2) Kurt Nicoll (KTM) 3) Billy Liles (Honda)                        | 1) Donny Schmit (Yamaha) 2) Bobby Moore (Yamaha) 3) Edwin Evertsen (Kawasaki)         | 1) Greg Albertyn (Honda) 2) David Strijbos (Honda) 3) Pedro Tragter (Suzuki)            |
| 1993 | 1) Jacky Martens (Husqvarna) 2) Jörgen Nilsson (Honda) 3) Joël Smets (Husaberg)            | 1) Greg Albertyn (Honda) 2) Stefan Everts (Suzuki) 3) Donny Schmit (Yamaha)           | 1) Pedro Tragter (Suzuki) 2) Yves Demaria (Suzuki) 3) David Strijbos (Honda)            |
| 1994 | 1) Marcus Hansson (Honda) 2) Jacky Martens (Husqvarna) 3) Joël Smets (Vertemati)           | 1) Greg Albertyn (Suzuki) 2) Stefan Everts (Kawasaki) 3) Yves Demaria (Honda)         | 1) Bobby Moore (Yamaha) 2) Alessio Chiodi (Honda) 3) Pedro Tragter (Suzuki)             |
| 1995 | 1) Joël Smets (Husaberg) 2) Trampas Parker (KTM) 3) Darryl King (Kawasaki)                 | 1) Stefan Everts (Kawasaki) 2) Marnicq Bervoets (Suzuki) 3) Tallon Vohland (Kawasaki) | 1) Alessandro Puzar (Honda) 2) Alessio Chiodi (Yamaha) 3) Sebastien Tortelli (Kawasaki) |
| 1996 | 1) Shayne King (KTM) 2) Joël Smets (Husaberg) 3) Peter Johansson (Husqvarna)               | 1) Stefan Everts (Honda) 2) Marnicq Bervoets (Suzuki) 3) Tallon Vohland (Kawasaki)    | 1) Sebastien Tortelli (Kawasaki) 2) Paul Malin (Yamaha) 3) Frédéric Vialle (Yamaha)     |
| 1997 | 1) Joël Smets (Husaberg) 2) Darryl King (Husqvarna) 3) Shayne King (KTM)                   | 1) Stefan Everts (Honda) 2) Marnicq Bervoets (Suzuki) 3) Pit Beirer (Honda)           | 1) Alessio Chiodi (Yamaha) 2) Alessandro Puzar (TM) 3) Claudio Frederici (Husqvarna)    |
| 1998 | 1) Joël Smets (Husaberg) 2) Darryl King (Husqvarna) 3) Peter Johansson (Yamaha)            | 1) Sebastien Tortelli (Kawasaki) 2) Stefan Everts (Honda) 3) Pit Beirer (Honda)       | 1) Alessio Chiodi (Husqvarna) 2) David Vuillemin (Yamaha) 3) Alessandro Puzar (TM)      |
| 1999 | 1) Andrea Bartolini (Yamaha) 2) Peter Johansson (KTM) 3) Joël Smets (Husaberg)             | 1) Frédéric Bolley (Honda) 2) Pit Beirer (Kawasaki) 3) David Vuillemin (Yamaha)       | 1) Alessio Chiodi (Husqvarna) 2) Claudio Frederici (Yamaha) 3) Mike Brown (Honda)       |
| 2000 | 1) Joël Smets (KTM) 2) Marnicq Bervoets (Yamaha) 3) Peter Johansson                        | 1) Frédéric Bolley (Honda) 2) Mickaël Pichon (Suzuki) 3) Pit Beirer (Kawasaki)        | 1) Grant Langston (KTM) 2) James Dobb 3) Mike Brown                                     |
| 2001 | 1) Stefan Everts (Yamaha) 2) Joël Smets (KTM) 3) Marnicq Bervoets (Yamaha)                 | 1) Mickaël Pichon (Suzuki) 2) Chad Reed (Kawasaki) 3) Gordon Crockard (Honda)         | 1) James Dobb (KTM) 2) Steve Ramon (Kawasaki) 3) Erik Eggens (KTM)                      |
| 2002 | 1) Stefan Everts (Yamaha) 2) Joël Smets (KTM) 3) Javier Garcia Vico (KTM)                  | 1) Mickaël Pichon (Suzuki) 2) Josh Coppins (Honda) 3) Pit Beirer (Honda)              | 1) Mickael Maschio (Kawasaki) 2) Steve Ramon (KTM) 3) Patrick Caps (KTM)                |
| Ano  | MXGP                                                                                       | 125cc                                                                                 | 650cc                                                                                   |
| 2003 | 1) Stefan Everts (Yamaha) 2) Joël Smets (KTM) 3) Mickaël Pichon (Suzuki)                   | 1) Steve Ramon (KTM) 2) Stefan Everts (Yamaha) 3) Andrea Bartolini (Yamaha)           | 1) Joël Smets (KTM) 2) Javier Garcia Vico (KTM) 3) Cedric Melotte (Honda)               |
| Ano  | MX1                                                                                        | MX2                                                                                   | MX3                                                                                     |
| 2004 | 1) Stefan Everts (Yamaha) 2) Mickaël Pichon (Honda) 3) Josh Coppins (Honda)                | 1) Ben Townley (KTM) 2) Tyla Rattray (KTM) 3) Antonio Cairoli (Yamaha)                | 1) Yves Demaria (KTM) 2) Christian Beggi (Honda) 3) Daniele Bricca (Honda)              |

| Ano  | MX1                                                                                 | MX2                                                                                      | MX3                                                                                   | MX Fem                                                                                  |
| ---- | ----------------------------------------------------------------------------------- | ---------------------------------------------------------------------------------------- | ------------------------------------------------------------------------------------- | --------------------------------------------------------------------------------------- |
| 2005 | 1) Stefan Everts (Yamaha) 2) Josh Coppins (Honda) 3) Ben Townley (KTM)              | 1) Antonio Cairoli (Yamaha) 2) Andrew McFarlane (Yamaha) 3) Alessio Chiodi (Yamaha)      | 1) Sven Breugelmans (KTM) 2) Yves Demaria (KTM) 3) Julien Bill (KTM)                  | 1) Stephanie Laier (KTM) 2) Katherine Prumm (Kawasaki) 3) Livia Lancelot (Yamaha)       |
| 2006 | 1) Stefan Everts (Yamaha) 2) Kevin Strijbos (Suzuki) 3) Steve Ramon (Suzuki)        | 1) Christophe Pourcel (Kawasaki) 2) Antonio Cairoli (Yamaha) 3) David Philippaerts (KTM) | 1) Yves Demaria (KTM) 2) Sven Breugelmans (KTM) 3) Christian Beggi (Honda)            | 1) Katherine Prumm (Kawasaki) 2) Stephanie Laier (KTM) 3) Livia Lancelot (Yamaha)       |
| 2007 | 1) Steve Ramon (Suzuki) 2) Kevin Strijbos (Suzuki) 3) Josh Coppins (Yamaha)         | 1) Antonio Cairoli (Yamaha) 2) Tommy Searle (KTM) 3) Christophe Pourcel (Kawasaki)       | 1) Yves Demaria (Yamaha) 2) Sven Breugelmans (KTM) 3) Jussi-Pekka Vehvilainen (Honda) | 1) Katherine Prumm (Kawasaki) 2) Livia Lancelot (Kawasaki) 3) Maria Franke (Kawasaki)   |
| 2008 | 1) David Philippaerts (Yamaha) 2) Steve Ramon (Suzuki) 3) Ken De Dycker (Suzuki)    | 1) Tyla Rattray (KTM) 2) Tommy Searle (KTM) 3) Nicolas Aubin (Yamaha)                    | 1) Sven Breugelmans (KTM) 2) Christian Beggi (Honda) 3) Christophe Martin (Husqvarna) | 1) Livia Lancelot (Kawasaki) 2) Stephanie Laier (KTM) 3) Maria Franke (Kawasaki)        |
| 2009 | 1) Antonio Cairoli (Yamaha) 2) Maximilian Nagl (KTM) 3) Clement Desalle (Honda)     | 1) Marvin Musquin (KTM) 2) Rui Gonçalves (KTM) 3) Gautier Paulin (Kawasaki)              | 1) Pierre Renet (Suzuki) 2) Alex Salvini (Husqvarna) 3) Antti Pyrhonen (Honda)        | 1) Stephanie Laier (KTM) 2) Larissa Papenmeier (Suzuki) 3) Natalie Kane (KTM)           |
| 2010 | 1) Antonio Cairoli (KTM) 2) Clement Desalle (Suzuki) 3) David Philippaerts (Yamaha) | 1) Marvin Musquin (KTM) 2) Ken Roczen (Suzuki) 3) Steven Frossard (Kawasaki)             | 1) Carlos Campano (Yamaha) 2) Alex Salvini (Husqvarna) 3) Matevz Irt (Husqvarna)      | 1) Stephanie Laier (KTM) 2) Livia Lancelot (KTM) 3) Larissa Papenmeier (Suzuki)         |
| 2011 | 1) Antonio Cairoli (KTM) 2) Steven Frossard (Yamaha) 3) Clement Desalle (Suzuki)    | 1) Ken Roczen (KTM) 2) Jeffrey Herlings (KTM) 3) Tommy Searle (Kawasaki)                 | 1) Julien Bill (Honda) 2) Milko Potisek (Honda) 3) Martin Michek (KTM)                | 1) Stephanie Laier (KTM) 2) Kiara Fontanesi (Yamaha) 3) Larissa Papenmeier (KTM)        |
| 2012 | 1) Antonio Cairoli (KTM) 2) Clement Desalle (Suzuki) 3) Gautier Paulin (Kawasaki)   | 1) Jeffrey Herlings (KTM) 2) Tommy Searle (Kawasaki) 3) Jeremy Van Horebeek (KTM)        | 1) Matthias Walkner (KTM) 2) Martin Michek (KTM) 3) Günter Schmidinger (Honda)        | 1) Kiara Fontanesi (Yamaha) 2) Natalie Kane (KTM) 3) Britt van der Wekken (Honda)       |
| 2013 | 1) Antonio Cairoli (KTM) 2) Clement Desalle (Suzuki) 3) Ken De Dycker (KTM)         | 1) Jeffrey Herlings (KTM) 2) Jordi Tixier (KTM) 3) José Butron (KTM)                     | 1) Klemen Gerčar (Honda) 2) Martin Michek (KTM) 3) Matthias Walkner (KTM)             | 1) Kiara Fontanesi (Yamaha) 2) Meghan Rutledge (Kawasaki) 3) Stephanie Laier (Kawasaki) |

| Ano  | MXGP                                                                                | MX2                                                                            | MX Feminino                                                                               |
| ---- | ----------------------------------------------------------------------------------- | ------------------------------------------------------------------------------ | ----------------------------------------------------------------------------------------- |
| 2014 | 1) Antonio Cairoli (KTM) 2) Jeremy Van Horebeek (Yamaha) 3) Kevin Strijbos (Suzuki) | 1) Jordi Tixier (KTM) 2) Jeffrey Herlings (KTM) 3) Romain Febvre (Husqvarna)   | 1) Kiara Fontanesi (Yamaha) 2) Meghan Rutledge (Kawasaki) 3) Livia Lancelot (Kawasaki)    |
| 2015 | 1) Romain Febvre (Yamaha) 2) Gautier Paulin (Honda) 3) Evgeny Bobryshev (Honda)     | 1) Tim Gajser (Honda) 2) Pauls Jonass (KTM) 3) Max Anstie (Kawasaki)           | 1) Kiara Fontanesi (Yamaha) 2) Livia Lancelot (Kawasaki) 3) Nancy Van De Ven (Yamaha)     |
| 2016 | 1) Tim Gajser (Honda) 2) Antonio Cairoli (KTM) 3) Maximilian Nagl (Husqvarna)       | 1) Jeffrey Herlings (KTM) 2) Jeremy Seewer (Suzuki) 3) Benoît Paturel (Yamaha) | 1) Livia Lancelot (Kawasaki) 2) Nancy Van De Ven (Yamaha) 3) Larissa Papenmeier (Suzuki)  |
| 2017 | 1) Antonio Cairoli (KTM) 2) Jeffrey Herlings (KTM) 3) Gautier Paulin (Husqvarna)    | 1) Pauls Jonass (KTM) 2) Jeremy Seewer (Suzuki) 3) Thomas Olsen (Husqvarna)    | 1) Kiara Fontanesi (Yamaha) 2) Livia Lancelot (Kawasaki) 3) Courtney Duncan (Yamaha)      |
| 2018 | 1) Jeffrey Herlings (KTM) 2) Antonio Cairoli (KTM) 3) Clement Desalle (Kawasaki)    | 1) Jorge Prado (KTM) 2) Pauls Jonass (KTM) 3) Thomas Olsen (Husqvarna)         | 1) Kiara Fontanesi (Yamaha) 2) Nancy Van De Ven (Yamaha) 3) Larissa Papenmeier (Suzuki)   |
| 2019 | 1) Tim Gajser (Honda) 2) Jeremy Seewer (Yamaha) 3) Glenn Coldenhoff (KTM)           | 1) Jorge Prado (KTM) 2) Thomas Olsen (Husqvarna) 3) Jago Geerts (Yamaha)       | 1) Courtney Duncan (Yamaha) 2) Nancy Van De Ven (Yamaha) 3) Larissa Papenmeier (Suzuki)   |
| 2020 | 1) Tim Gajser (Honda) 2) Jeremy Seewer (Yamaha) 3) Antonio Cairoli (KTM)            | 1) Tom Vialle (KTM) 2) Jago Geerts (Yamaha) 3) Maxime Renaux (Yamaha)          | 1) Courtney Duncan (Kawasaki) 2) Nancy Van De Ven (Yamaha) 3) Larissa Papenmeier (Yamaha) |
| 2021 | 1) Jeffrey Herlings (KTM) 2) Romain Febvre (Kawasaki) 3) Tim Gajser (Honda)         | 1) Maxime Renaux (Yamaha) 2) Jago Geerts (Yamaha) 3) Tom Vialle (KTM)          | 1) Courtney Duncan (Kawasaki) 2) Nancy Van De Ven (Yamaha) 3) Kiara Fontanesi (Gasgas)    |
| 2022 | 1) Tim Gajser (Honda) 2) Jeremy Seewer (Yamaha) 3) Jorge Prado (KTM)                | 1) Tom Vialle (KTM) 2) Jago Geerts (Yamaha) 3) Simon Langenfelder (GASGAS)     | 1) Nancy van de Ven (Yamaha) 2) Lynn Valk (Yamaha) 3) Larissa Papenmeier (Yamaha)         |
| 2023 | 1) Jorge Prado (GasGas) 2) Romain Febvre (Kawasaki) 3) Jeremy Seewer (Yamaha)       | 1) Andrea Adamo (KTM) 2) Jago Geerts (Yamaha) 3) Simon Längenfelder (GasGas)   | 1) Courtney Duncan (Kawasaki) 2) Daniela Guillen (GasGas) 3) Lotte Van Drunen (Kawasaki)  |